# Schnitzrohling
Ein Schnitzrohling, auch Fräsling genannt, ist eine maschinell vorgefräste, hölzerne Rohform (Holzrohling), aus der später per Hand eine geschnitzte Figur wird. 
Alle Konturen des Motivs wurden beim Schnitzrohling bereits mit einer Fräsmaschine ausgearbeitet. Durch diese vorgefrästen Formen ist beim darauffolgenden Schnitzen nur mehr die Oberflächenbearbeitung notwendig. Diese Rohfiguren müssen jedoch komplett nachgeschnitzt werden, damit Feinheiten, wie beispielsweise Augen, erkennbar werden, und werden anschließend meist farblich gefasst.
Das Schnitzen eines Schnitzrohlings ist für den industriell-großgewerblichen Bereich eine große Erleichterung, weil schnelle Serienproduktion bei garantiert gleichbleibenden Sortimenten möglich wird (individualisierte Massenfertigung). In der erzgebirgischen Spielwarenproduktion reicht diese Form der Fertigung (Reifendreherei) bis ins 18. Jahrhundert zurück, verbreitet ist sie auch bis heute in den traditionellen Handschnitzzentren Südtirols für den Devotionalien-, Souvenir- und Exportmarkt. Hier stellen solche Schnitzwerke jeweils einen bedeutenden Faktor der Heimarbeit als Zubrot der bäuerlichen Bevölkerung dar. 
Auch für Hobbyschnitzer sind Schnitzrohlinge interessant, sie haben den Vorteil, dass keine großartigen Materialkenntnisse und keine bildnerischen Fähigkeiten benötigt werden, um reizvolle Ergebnisse zu erzielen. Sie werden heute vielfältig im Bastelbedarf angeboten.